# 河上镇 (崇仁县)
河上镇，是中华人民共和国江西省抚州市崇仁县下辖的一个乡镇级行政单位。

## 行政区划
河上镇下辖以下地区：
榨贝岭社区、江上村、邹坊村、石牛村、河上村、宋家村、汗上村、甘坊村、元家村、水北村、左港村、陈村、山背村、东来村、塘仁村、陈家村、雷坊村和草场村。